# Lampides gerra
Lampides gerra är en fjärilsart som beskrevs av Hans Fruhstorfer 1916. Lampides gerra ingår i släktet Lampides och familjen juvelvingar. Inga underarter finns listade i Catalogue of Life.